# Bödenseen

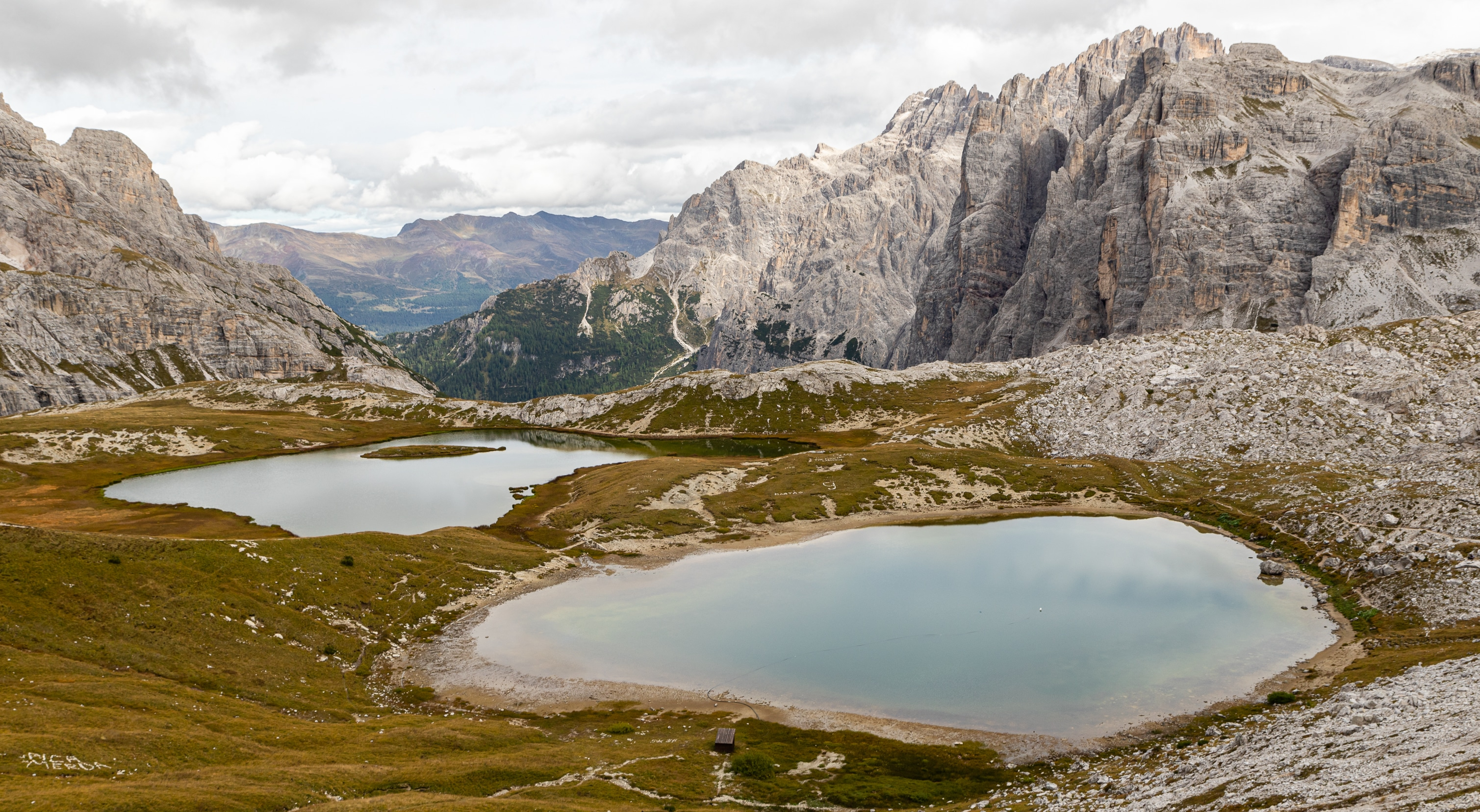
Zicht op het laagst gelegen meertje.

De Bödenseen (Italiaans: Laghi dei Piani) zijn drie kleine Italiaanse meertjes nabij de Drei Zinnen (Tre Cime di Lavaredo), een massief in de Zuid-Tiroolse gemeente Sexten (Sesto) (regio Trentino-Zuid-Tirol). 
De twee hoogst gelegen meertjes liggen net onder de Dreizinnenhütte (Rifugio Locatelli). Het laagst gelegen meertje ligt iets oostelijker. 